# Unisys
Unisys es una empresa estadounidense de tecnología de la información que diseña, construye y gestiona entornos de misión crítica tanto para compañías comerciales como para instituciones gubernamentales. Integra las ofertas y funcionalidades en servicios de subcontratación, integración de sistemas, servicios de consultoría, servicios de infraestructura, servicios de mantenimiento y tecnología de servidor de alto nivel. La empresa está presente en más de 100 países.

## Historia
Unisys es el resultado de la fusión de Sperry Corporation y Burroughs Corporation el 26 de mayo de 1986. Dichas empresas, fundadas en el siglo XIX, fueron conocidas por los siguientes hechos:
- En 1873, Remington & Sons introducen la primera máquina de escribir comercialmente viable.
- En 1886, Burroughs inventa una máquina sumadora y una máquina contable y en 1920, introduce al mercado su versión portátil.
- Sperry desarrolla el giroscopio, fundamental para los sistemas de navegación aérea y de comunicaciones en 1930.
- Remington Rand produce el primer ordenador para negocios, conocido comercialmente como Univac, en 1949.
- Sperry Rand Corporation nace de la fusión de Sperry y Remington Rand en 1955.
- La división de Sperry Rand Corporation para comercializar ordenadores se llama UNIVAC.
- UNIVAC se separa de la corporación y comienza su camino como empresa de informática.
- En 1986, UNIVAC fue adquirida por Burroughs Corporation y pasa a llamarse UNISYS.
- En 1993, Unisys introduce el primer mainframe con tecnología CMOS.
- En 1994, servicios y soluciones se convierten en el principal negocio de Unisys.
- En el 2000, Unisys entrega el primer sistema ES7000, cuya arquitectura CMP permite sacar partido de la escalabilidad del MS Windows 2000 Datacenter Server (32 procesadores).
- En el 2003, lanzamiento de Unisys Business Blueprinting.
- En el 2004, lanzamiento de 3D Visible Enterprise.
- En el 2006, Unisys desarrolla Unisys Security Index. Estudio global semestral en el que se muestran resultados de las actitudes de los consumidores en cuestiones relacionadas con la seguridad. Está dividida en cuatro áreas: la seguridad nacional, personal, financiera y de Internet.
- En el 2007, se abre un centro de datos con un diseño “verde”, incluyendo servidores de eficiencia energética.
- En el 2008, Unisys ayuda al aeropuerto de Beijing para preparar los juegos olímpicos con sistemas integrados que regulan el tráfico en la terminal 3.
- En el 2009, anuncia estrategias enfocadas a fortalecer a compañías del creciente mercado de la seguridad, centros de datos de transformación y outsourcing, servicios de outsourcing y soporte destinado al usuario final y actualización de aplicaciones.

## Polémica
La empresa saltó a los titulares al afirmar que contaba con una patente sobre LZW, un algoritmo para la compresión de datos utilizado, entre otros, para los archivos de formato GIF. Este episodio es un ejemplo para los opositores de las patentes de software del impacto negativo que estas tendrían.